# Giải thưởng điện ảnh châu Á
Giải thưởng Điện ảnh Châu Á được trao hàng năm theo kết quả bình chọn Academy Film Awards với công nhận sự xuất sắc của các chuyên gia phim trong ngành công nghiệp phim của điện ảnh châu Á.

## Lịch sử
Ngày 29 tháng 1 năm 2007, Wilfred Wong, Chủ tịch Hiệp hội Liên hoan Phim Quốc tế Hồng Kông, tuyên bố khởi động Giải thưởng Điện ảnh Châu Á (AFA). Giải thưởng Điện ảnh Châu Á lần thứ nhất diễn ra vào ngày 20 tháng 3 năm 2007, trong đêm khai mạc Liên hoan phim Quốc tế Hồng Kông (HKIFF) lần thứ 31 tại Trung tâm Triển lãm và Hội nghị Hồng Kông. Nó vinh danh những thành tựu phim hay nhất của điện ảnh Châu Á trong năm 2006. Nó có sự tham dự của khoảng 4000 khách mời từ khắp nơi trên thế giới.
Lễ trao giải AFA diễn ra như một phần của Gala Khai mạc Triển lãm Giải trí Hong Kong. Các nhà làm phim và siêu sao nổi tiếng trên khắp thế giới được mời đến trao giải cho (những) người chiến thắng ở mỗi hạng mục, khiến buổi lễ trở thành một buổi lễ lộng lẫy cũng như một sự kiện văn hóa có tầm ảnh hưởng lớn.
Trong suốt lịch sử của nó và kể từ khi ra mắt vào năm 2007, các bộ phim Hoa ngữ và các nghệ sĩ đến từ Trung Quốc, Đài Loan và Hồng Kông đã thống trị các giải thưởng.

## Giải thưởng
Ngày 3 tháng 2 năm 2007, Hội đồng Phát triển Thương mại Hồng Kông đã tổ chức một lễ kỷ niệm của đạo diễn Park Chan-wook của bộ phim I'm a Cyborg, But That's OK là bộ phim mở màn cho Liên hoan phim Quốc tế Hồng Kông 31 tại một buổi tiếp tân tại Berlin. Cùng sự kiện này, chiếc cúp AFA do nhà thiết kế sản xuất từng đoạt giải thưởng, William Chang thiết đã được công bố.
Theo William Chang, nguồn cảm hứng đằng sau tác phẩm nghệ thuật của ông là sự ngưỡng mộ của ông đối với sự kết hợp giữa các bản vẽ kiến trúc và bộ sưu tập tượng cổ của riêng ông. Với kích thước 36 cm (14 in), chiếc cúp tượng trưng cho niềm vui và thành tích của tất cả những người đoạt giải.
Chiếc cúp hiện tại là vàng nhưng đã thay đổi đáng kể trước đây. Những chiếc cúp đầu tiên được trao vào năm 2007 có chiếc cúp màu đen với đế màu trắng. Trong AFA thứ 2, màu vàng hiện tại được sử dụng toàn bộ nhưng vào năm 2009 đối với AFA thứ 3 thay vì đế vàng, nó có đế đen. Sau đó, vào năm 2010, toàn bộ chiếc cúp vàng đã trở lại và bây giờ được sử dụng cho đến nay.

## Điều kiện đề cử và bỏ phiếu
Để đủ điều kiện, phim phải có thời lượng dài (hơn 60 phút); ở định dạng phim 35mm hoặc 70mm hoặc định dạng kỹ thuật số thích hợp để triển lãm trong rạp chiếu phim; và là những bộ phim viễn tưởng từ Châu Á. Điều này bao gồm tất cả các rạp chiếu phim của khu vực châu Á: Đông Á, Trung Á, Nam Á, Đông Nam Á và Tây Á. Ngoài ra, phim phải có phụ đề tiếng Anh.
Phim phải được phát hành trong khoảng thời gian từ ngày 1 tháng 1 đến ngày 31 tháng 12 của năm trước lễ trao giải, và đã được triển lãm thông qua một rạp chiếu trong nước và phân phối đến ít nhất một quốc gia khác; được công chiếu lần đầu tại liên hoan phim quốc tế; hoặc nhận được các giải thưởng điện ảnh quốc gia.
Hiệp hội Liên hoan phim Quốc tế Hồng Kông tổng hợp danh sách đề cử sơ bộ với sự tham gia của hai bên, những người có thể gửi phim để được xem xét đưa vào danh sách đề cử, đó là:
- Các tổ chức đăng ký chính thức của Giải thưởng Điện ảnh Châu Á bao gồm các tổ chức điện ảnh được công nhận từ các vùng lãnh thổ Châu Á khác nhau. Mỗi Tổ chức đệ trình chính thức có thể gửi tối đa ba phim đại diện cho lãnh thổ của họ.
- Ban giám khảo Giải thưởng Điện ảnh Châu Á bao gồm các chuyên gia điện ảnh từ khắp nơi trên thế giới. Mỗi Thành viên Ban Giám khảo có thể giới thiệu thêm tối đa hai đề cử trong mỗi Hạng mục.

Sau khi Hiệp hội hoàn thiện danh sách đề cử, Ban giám khảo và các Thành viên bỏ phiếu (bao gồm những người chiến thắng trước đó từ AFA trước đây) sau đó sẽ bỏ phiếu trong Hệ thống bỏ phiếu trực tuyến, nơi nó sẽ được tính, kiểm tra và giữ bí mật cho đến ngày AFA bởi một người có uy tín công ty kế toán công được chứng nhận.

## Các hạng mục giải thưởng
- Phim hay nhất
- Đạo diễn xuất sắc nhất
- Nam diễn viên chính xuất sắc nhất
- Nữ diễn viên chính xuất sắc nhất
- Nam diễn viên phụ xuất sắc nhất: từ năm 2008
- Nữ diễn viên phụ xuất sắc nhất: từ năm 2008
- Diễn viên mới xuất sắc nhất: từ năm 2009
- Biên kịch xuất sắc nhất
- Quay phim xuất sắc nhất
- Thiết kế sản xuất xuất sắc nhất
- Nhà soạn nhạc xuất sắc nhất
- Dựng phim xuất sắc nhất
- Hiệu ứng hình ảnh xuất sắc nhất
- Nhà thiết kế trang phục xuất sắc nhất: từ năm 2010

### Giải thưởng đặc biệt
Các giải thưởng đặc biệt này không phải lúc nào cũng được trao theo định kỳ hàng năm. Hiệp hội chọn các giải thưởng đặc biệt để trao cho một năm nhất định
- Giải thưởng Điện ảnh Châu Á cho Học bổng Xuất sắc trong Điện ảnh Châu Á
- Giải thưởng Điện ảnh Châu Á cho Đóng góp Xuất sắc cho Điện ảnh Châu Á
- Giải thưởng Nielsen Box Office Star of Asia
- Giải thưởng thành tựu trọn đời: từ năm 2008
- Giải thưởng Tài năng mới Edward Yang: từ năm 2008
- Giải thưởng Điện ảnh Châu Á cho Đạo diễn Phim có Doanh thu Hàng đầu: từ năm 2009
- Giải thưởng Điện ảnh Châu Á cho Phim Châu Á có doanh thu hàng đầu: từ năm 2011
- Giải thưởng Khuyến khích Điện ảnh Châu Á: từ năm 2011
- Giải thưởng Điện ảnh Châu Á xuất sắc: từ năm 2013
- Giải thưởng Thế hệ tiếp theo: kể từ năm 2016

### People's Choice Awards
- Sự lựa chọn của Nhân dân cho Phim Châu Á hay nhất: 2009 (ngưng trao)
- Sự lựa chọn của Nhân dân cho Nam diễn viên Xuất sắc nhất: từ năm 2010
- Sự lựa chọn của Nhân dân cho Nữ diễn viên chính xuất sắc nhất: từ năm 2010

## Chiến thắng giải thưởng lớn
| Year      | Phim hay nhất                               | Đạo diễn xuất sắc nhất                                                 | Nam diễn viên chính xuất sắc nhất       | Nữ diễn viên chính xuất sắc nhất          | Nam diễn viên phụ xuất sắc nhấtng Actor                 | Nữ diễn viên phụ xuất sắc nhất                  |
| --------- | ------------------------------------------- | ---------------------------------------------------------------------- | --------------------------------------- | ----------------------------------------- | ------------------------------------------------------- | ----------------------------------------------- |
| 2007 1st  | Quái vật sông Hàn                           | Jia Zhangke cho Still Life                                             | Song Kang-ho cho Quái vật sông Hàn      | Miki Nakatani cho Hồi ức của Matsuko      | Không trao giải                                         | Không trao giải                                 |
| 2008 2nd  | Ánh dương bí mật                            | Lee Chang-dong cho Ánh dương bí mật                                    | Lương Triều Vỹ cho Sắc, Giới            | Jeon Do-yeon cho Ánh dương bí mật         | Tôn Hồng Lôi cho Người Mông Cổ                          | Trần Xung cho The Sun Also Rises                |
| 2009 3rd  | Tokyo Sonata                                | Koreeda Hirokazu cho Still Walking                                     | Masahiro Motoki cho Khởi Hành           | Châu Tấn cho Sự suy đoán của Lý Mễ        | Jung Woo-sung cho Thiện, Ác, Quái                       | Gina Pareño cho Service                         |
| 2010 4th  | Người mẹ                                    | Lu Chuan cho City of Life and Death                                    | Vương Học Kỳ cho Thập nguyệt vi thành   | Kim Hye-ja cho Mother                     | Tạ Đình Phong cho Thập nguyệt vi thành                  | Huệ Anh Hồng cho At the End of Daybreak         |
| 2011 5th  | Uncle Boonmee Who Can Recall His Past Lives | Lee Chang-dong cho Thi ca                                              | Ha Jung-woo cho Hoàng Hải               | Xu Fan cho Đường Sơn đại địa chấn         | Hồng Kim Bảo cho Diệp Vấn 2                             | Youn Yuh-jung cho The Housemaid                 |
| 2012 6th  | Cuộc chia ly                                | Asghar Farhadi cho A Separation                                        | Donny Damara cho Lovely Man             | Diệp Đức Nhàn cho Đào tỷ                  | Lawrence Ko cho Jump Ashin!                             | Shamaine Buencamino cho Niño                    |
| 2013 7th  | Mystery                                     | Takeshi Kitano cho Outrage Beyond                                      | Eddie Garcia cho Bwakaw                 | Nora Aunor cho Thy Womb                   | Nawazuddin Siddiqui cho Talaash: The Answer Lies Within | Makiko Watanabe cho Capturing Dad               |
| 2014 8th  | Nhất đại tông sư                            | Vương Gia Vệ cho Nhất đại tông sư                                      | Irrfan Khan cho The Lunchbox            | Chương Tử Di cho Nhất đại tông sư         | Huang Bo cho No Man's Land                              | Yeo Yann Yann cho Ilo Ilo                       |
| 2015 9th  | Blind Massage                               | Hứa An Hoa cho Thời đại hoàng kim                                      | Liêu Phàm cho Black Coal, Thin Ice      | Bae Doona cho A Girl at My Door           | Wang Zhiwen cho Thời đại hoàng kim                      | Ikewaki Chizuru cho The Light Shines Only There |
| 2016 10th | Nhiếp Ẩn Nương                              | Hou Hsiao-hsien cho The Assassin                                       | Lee Byung-hun cho Inside Men            | Thư Kỳ cho The Assassin                   | Asano Tadanobu cho Journey to the Shore                 | Zhou Yun cho The Assassin                       |
| 2017 11th | I Am Not Madame Bovary                      | Na Hong-jin cho The Wailing                                            | Asano Tadanobu cho Harmonium            | Phạm Băng Băng cho I Am Not Madame Bovary | Lâm Tuyết cho Trivisa                                   | Moon So-ri cho Người Hầu Gái                    |
| 2018 12th | Youth                                       | Yuya Ishii cho The Tokyo Night Sky Is Always the Densest Shade of Blue | Cổ Thiên Lạc cho Paradox                | Sylvia Chang cho Love Education           | Yang Ik-june cho Wilderness                             | Trương Vũ Kỳ cho Yêu Miêu Truyện                |
| 2019 13th | Kẻ trộm siêu thị                            | Lee Chang-dong cho Thiêu đốt                                           | Kōji Yakusho cho The Blood of Wolves    | Samal Yeslyamova cho Ayka                 | Zhang Yu cho Dying to Survive                           | Huệ Anh Hồng cho Tracey                         |
| 2020 14th | Ký sinh trùng                               | Wang Xiaoshuai cho So Long, My Son                                     | Lee Byung-hun cho The Man Standing Next | Châu Đông Vũ cho Em của thời niên thiếu   | Ryo Kase cho To the Ends of the Earth                   | Ko Shu-chin cho A Sun                           |
| 2021 15th | Wife of a Spy                               | Trương Nghệ Mưu cho One Second                                         | Yoo Ah-in cho Thanh âm của yên lặng     | Aoi Yū cho Wife of a Spy                  | Kim Hyun-bin cho The Silent Forest                      | Aju Makita cho True Mothers                     |
| 2023 16th | Drive My Car                                | Hirokazu Kore-eda cho Broker                                           | Lương Triều Vỹ cho Where the Wind Blows | Thang Duy cho Quyết tâm chia tay          | Hio Miyazawa cho Egoist                                 | Kim So-jin cho Hạ cánh khẩn cấp                 |